# آرتور کالکوف
آرتور کالکوف (زاده ۲۰ آگوست ۱۹۸۳میلای)مدل و طراح کفش اهل کشور روسیه است.عکس او به عنوان مدل در جلد مجله جی کیو قرار گرفته است.